# كابايا
بلدية كابايا (بالإسبانية: Cavia)‏, هي إحدى بلديات مقاطعة برغش, التي تقع في منطقة قشتالة وليون, والتي تقع في شمال غرب إسبانيا.
يبلغ عدد سكانها 236 نسمة وفقاً لإحصائية سنة (2002).